# Peter 2. af Luxemburg, greve af Saint-Pol
Peter 2. af Luxemburg, greve af Saint-Pol (født ca. 1440, død 25. oktober 1482 i Enghien) var greve af Saint-Pol (ved Pas-de-Calais), Brienne (i Aube), Soissons og Marle (i Aisne) samt herre til Enghien (i Belgien).
Peter 2. var søn af Ludvig 1. af Luxemburg, greve af Ligny, Saint-Pol og Brienne og blev selv far til Marie af Luxemburg, grevinde af Vendôme, svigerfar til Frans af Bourbon-Vendôme og morfar til Karl af Vendôme.